# Feliks Krupiński
Jan Kraus (ur. 7 kwietnia 1898 w Lublinie, zm. 26 grudnia 1972 we Wrocławiu) – szwoleżer Wojska Polskiego, kawaler Orderu Virtuti Militari.

## Życiorys
Urodził się w rodzinie Ignacego i Heleny z domu Sztettner. Wykształcenie zdobył w domu. Terminował u mistrzów piekarskich by następnie w 1914 otworzyć własną piekarnię w Lublinie. W 1918 włączył się w działalność Polskiej Organizacji Wojskowej. 14 listopada 1918 zgłosił się na ochotnika do Wojska Polskiego. Został przydzielony do 2 szwadronu 2 pułku ułanów, późniejszego 2 pułku szwoleżerów. Przeszedł cały szlak bojowy tego pułku w czasie wojny polsko-bolszewickiej. 29 sierpnia 1920 w szarży na folwark Arcelin: „w nadzwyczajnie trudnym terenie, przy kilkunastokrotnej przewadze, przy silnym ogniem, wyrządzającym wielkie straty w szwadronie, jechał jeden z pierwszych w szwadronie z okrzykiem: Naprzód! Pierwszy dojechał do armaty stojącej na pozycji i unieszkodliwił ją”. Za ten czyn został odznaczony Krzyżem Srebrnym Orderu Virtuti Militari nr 3474. Po zakończeniu działań wojennych, 23 lipca 1923 został zdemobilizowany. Powrócił do Lublina i prowadził własną piekarnię. Po dwóch latach zakład zbankrutował, Zatrudnił się w Policji Państwowej w Lublinie, jednak ze względu na zły stan zdrowia zrezygnował ze służby i powrócił do zawodu piekarza. W 1932 zatrudnił się w Składnicy Dowództwa Okręgu Korpusu Nr II w Chełmie. W 1935 zdał egzaminy zawodowe i rozpoczął pracę w Polskich Kolejach Państwowych. W 1939 po agresji Związku Sowieckiego na Polskę, został aresztowany. Po odzyskaniu wolności włączył się w działalność konspiracyjną. Po zakończeniu II wojny światowej zamieszkał we Wrocławiu. Zmarł w 1972 i został pochowany na Cmentarzu Osobowickim.

## Życie prywatne
Żonaty z Ludwiką Dobroczyńską (nauczycielka). Miał syna – Janusza Mariana (ur. 11.02.1930), i córki - Aldonę Elżbietę (ur. 30.07.1933) i Sławomirę (ur. 5.03.1936) 

## Ordery i odznaczenia
- Krzyż Srebrny Orderu Virtuti Militari nr 3474[1].